# Blotia
Blotia es un género de plantas con flores perteneciente a la familia Phyllanthaceae. Consiste en varias especies.

## Especies seleccionadas
- Blotia leandriana
- Blotia tanalorum
- etc.